# Instituto de Saúde Coletiva da Universidade Federal da Bahia
O Instituto de Saúde Coletiva da Universidade Federal da Bahia (ISC-UFBA) é uma renomada unidade da UFBA que realiza pesquisas, projetos de extensão e oferece cursos de graduação e pós-graduação em uma perspectiva interdisciplinar com foco na saúde coletiva.
Ele oferece disciplinas para alunos de graduação da UFBA dos cursos de Medicina, Enfermagem, Nutrição, Fonoaudiologia, Odontologia, Farmácia, Serviço Social, Fisioterapia, Bacharelado Interdisciplinar em Saúde, Psicologia, Engenharia Sanitária e Ambiental e o Bacharelado em Saúde Coletiva.  
O ISC-UFBA se consolidou como uma instituição inovadora na Saúde (Saúde Pública e Saúde Coletiva), ofertando cursos de Especialização, de Mestrado, de Doutorado, além de apoio para Residência Multiprofissional em Saúde na Bahia. 

## História
O ISC-UFBA é uma instituição educacional que é fruto da mobilização social ocorrida durante a Reforma Sanitária Brasileira.

## Estrutura organizacional
A estrutura organizacional do ISC-UFBA é composta pelas seguintes unidades:
- Diretoria;
- Vice-Diretoria;
- Conselho Técnico Científico;
- Colegiado do Programa de Pós-Graduação em Saúde Coletiva
- Colegiado do Curso de Graduação em Saúde Coletiva
- Programas Integrados de Pesquisa e Cooperação Técnica:
  - Saúde Ambiental e do Trabalhador – PISAT
  - Economia, Tecnologia e Inovação em Saúde – PECS
  - Gênero e Saúde – MUSA
  - Planejamento, Gestão & Avaliação em Saúde
  - Ensino e Vigilância Sanitária – PROVISA
  - Epidemiologia e Avaliação de Impactos na Saúde das Populações
  - Comunidade, Família e Saúde – FA-SA
  - Formação e Avaliação da Atenção Básica (GRAB)

## Programas de Pós-GraduaçãoStricto Sensu
O Instituto abriga os seguintes programas de pós-graduação stricto sensu:
- Programa de Pós-Graduação em Saúde Coletiva - PPGSC (oferece mestrado e doutorado acadêmicos);
- Mestrado Profissional em Saúde Coletiva.

Destaque-se que o ISC-UFBA possui o único programa de pós-graduação stricto sensu da Bahia, e o único da área de saúde do Norte e Nordeste que possui nota máxima (a nota 7) na avaliação quadrienal da CAPES relativa ao período de 2017 a 2020, avaliação esta que varia de um a sete.

## Grupos de pesquisa
O ISC-UFBA possui diversos grupos de pesquisa sobre a saúde coletiva. 
O ISC-UFBA é de grande valor social para a ciência e educação brasileira, pois sua produção científica e atuação prática fazem um diferencial na saúde da Bahia, no Nordeste, no Brasil, na América do Sul.

## Professorado
Como figuras 'ilustres' mais conhecidas a nível mundial e latino americano, temos professores doutores: Sr.Maurício Barreto, Sr. Naomar Almeida Filho, Srª Maria Glória Teixeira, Srª Leny Trad, Srº Sebastião Loureiro, Srª Vilma Santana, Srª Ligia Maria entre outras..

### Sites
1.Instituto de Saúde Coletiva da UFBA:
LINK:. https://web.archive.org/web/20151220015750/http://prose-isc.com.br/site/ 
Acesso em Setembro de 2015
2.Universidade Federal da Bahia - UFBA
LINK:. https://www.ufba.br/ 
Acesso em Setembro de 2015
3.Repositório da UFBA
LINK:. https://repositorio.ufba.br/ri/

### Livros e artigos
1.SAÚDE COLETIVA: HISTÓRIA DE UMA IDEIA E DE UM CONCEITO- Everardo Nunes
http://www.scielo.br/pdf/sausoc/v3n2/02.pdf
2.Saúde Pública No Brasil e na América Latina
LINK:. http://www.fundacaofia.com.br/profuturo/Uploads/Documents/Documentos/FIA%20Report%20Saude%20LATAM_vers%C3%A3o%20eletronica.pdf
3.Brasil. Ministério da Saúde.
SUS: A saúde do Brasil .  Ministério da Saúde, Secretaria-Executiva, Subsecretaria de Assuntos Administrativos. –
Brasília : Editora do Ministério da Saúde, 2011. 
LINK:. http://bvsms.saude.gov.br/bvs/publicacoes/sus_saude_brasil_3ed.pdf
4.José Patrício Bispo Júnior --
RESENHAS BOOK -
REFORMA SANITÁRIA BRASILEIRA: CONTRIBUIÇÃO PARA A COMPREENSÃO E CRÍTICA. Paim JS. Salvador: Edufba/Rio de Janeiro: Editora Fiocruz; 2008. 356 pp.
Publicado em:
Cad. Saúde Pública vol.25 n.8 Rio de Janeiro Aug. 2009.
LINK:. https://web.archive.org/web/20150926035821/http://www.scielosp.org/scielo.php?pid=s0102-311x2009000800024&script=sci_arttext